# Покровка (Никольский район)
 Покровка  — деревня Никольского района Пензенской области. Входит в состав Маисского сельсовета.

## География
Находится в северо-восточной части Пензенской области на расстоянии приблизительно 9 км на север-северо-запад по прямой от районного центра города Никольск.

## История
Перед отменой крепостного права сельцо Покровское показано за Натальей Павловной Панчулидзевой, 223 ревизских души. В 1911 году 112 дворов, водяная мельница. В 1955 году работал колхоз «Большевистская искра». В 2004 году — 75 хозяйств.

## Население
Численность населения: 496 человек (1864), 536 (1897), 655 (1911), 766 (1926), 841 (1930), 531 (1959), 301 (1979), 188 (1989), 183 (1996). Население составляло 118 человек (русские 99 %) в 2002 году, 82 в 2010.